# El Tepozán, Cerritos
El Tepozán är en ort i Mexiko.   Den ligger i kommunen Cerritos och delstaten San Luis Potosí, i den centrala delen av landet, 400 km norr om huvudstaden Mexico City. El Tepozán ligger 1 227 meter över havet och antalet invånare är 315.
Terrängen runt El Tepozán är kuperad västerut, men österut är den platt. Runt El Tepozán är det glesbefolkat, med 16 invånare per kvadratkilometer. Närmaste större samhälle är Cerritos, 7,9 km nordost om El Tepozán. Trakten runt El Tepozán består i huvudsak av gräsmarker.